# World of Music
Pour les articles homonymes, voir WOM.
World of Music (WOM) est une chaîne allemande de magasins de disques, active entre 1982 et 2009, aujourd'hui en liquidation tout comme sa maison mère Karstadt.
La marque WOM subsiste sous la forme d'un site de vente en ligne de produits culturels appartenant au groupe de distribution de produits culturels jpc-schallplatten Versandhandelsgesellschaft mbH (de), wom.de.

## Histoire
WOM est fondé en 1982 à Kiel. Il s'agit alors d'une entreprise indépendante, ne disposant que de ce magasin-ci, vendant des supports musicaux (vinyles, cassettes). Dès lors et jusqu'en 1987, l'entreprise tisse un réseau de filiales à travers l'Allemagne de l'Ouest, comptant jusqu'à sept magasins.
En 1987, les grands magasins Hertie Waren- und Kaufhaus GmbH (de) acquièrent 50 % de WOM. Les grands magasins Hertie accueillent alors des boutiques WOM, gérées depuis les filiales de WOM (entre autres au sein des Alsterhaus (de) de Hambourg, Francfort-sur-le-Main, Karlsruhe et Cologne).
Au moment de la chute du Mur, le magasin berlinois de la chaîne devient l'un des lieux de diffusion de la culture techno, faisant connaître aux jeunes de Berlin-Est le son de l'Ouest.
Lors du rachat de Hertie par Karstadt en 1994, les échoppes WOM sont supprimées des grands magasins dans l'année. En 2002, le siège social de WOM (en allemand : World of Music Produktions- u. Verlags-GmbH) est transféré de Kiel à Essen, et WOM conclut avec Karstadt un accord de partage de bénéfices.
En mai 2009, jpc-schallplatten Versandhandelsgesellschaft mbH (de) rachète à Karstadt la marque « WOM », qu'il exploite désormais sous la forme d'enseigne de commerce en ligne de biens culturels. Les infrastructures de la société en elles-mêmes demeurent la propriété de Karstadt Warenhaus GmbH. Lorsque Karstadt se trouve en situation d'insolvabilité en 2010, les biens de WOM sont intégrés dans la liquidation judiciaire qui s'ensuit. La procédure est encore en cours en 2016.

### Vidéographie
- [vidéo] Berlin, le mur des sons, de Rolf  Lambert, 2014, 52 min [présentation en ligne] ; diffusé le 13 février 2016 sur Arte